# Saturn V ELV
Il Saturn V-ELV doveva essere una versione allargata del razzo Saturn V con l'aggiunta di quattro razzi a propellente solido Titan UA1207. Se fosse stato costruito, sarebbe stato in grado di mettere un 200.000 kg di carico utile in orbita terrestre bassa o 67.000 kg di carico utile in una traiettoria translunare.